# Max Headroom (personnage)
Pour la série télévisée, voir Max Headroom.

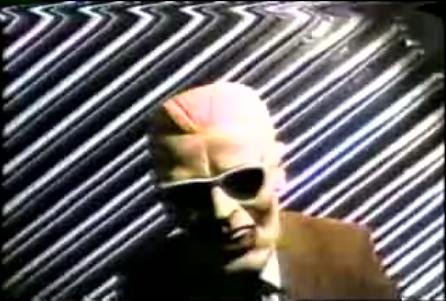
Homme non identifié portant un masque de Max Headroom, vu lors du piratage télévisuel du 22 novembre 1987, à Chicago

Max Headroom est un personnage et animateur de télévision britannique créé en 1987. Il est présenté comme une réalisation numérique mais est en réalité un acteur habilement maquillé pour lui donner un aspect artificiel. Loufoque, parano et sympathique, il est affublé d'un bégaiement que l'on retrouve dans le titre Paranomia du groupe The Art Of Noise.